# ميتال جير أون لاين
ميتال جير أون لاين (بالإنجليزية: Metal Gear Online)‏ هي لعبة فيديو من نوع تسلل، تاريخ صدورها هو 9 فبراير 2011 . وهي متوفرة على أجهزة بلاي ستيشن 3 . اللعبة من تطوير كوجيما برودكشنز وهي من نشر كونامي .